# Pierre Villemaine
Pierre Villemaine est un joueur français de volley-ball né le 19 avril 1988 à Chambray-lès-Tours. Il mesure 1,94 m et joue pointu.

## Clubs
| Club             | Pays   | De        | À |
| ---------------- | ------ | --------- | - |
| Nice Volley-Ball | France | 2009-2010 | … |

## Palmarès
Néant.